# Heroldsdichtung
Heroldsdichtung (auch Wappendichtung) war eine beliebte Dichtart Ende des 13. bis 15. Jahrhunderts, die die Wappen oder Rüstungen meist überschwänglich lobte. Die Heroldsdichtung war bemüht, den Glanz des Rittertums auf die Turniere und Kreuzzüge zu übertragen und  die Verherrlichung fürstlicher Personen darzustellen. 
Das Turnier von Nantes des Konrad von Würzburg galt lange Zeit als erstes Beispiel für umfangreiche Wappendichtung, wird heute aber eher als politischer Lobpreis angesehen.
Wichtige Heroldsdichter waren Peter Suchenwirt und Hans Rosenplüt. Die Heroldsdichtung wurde durch die Verse der Pritschmeister abgelöst.